# Salvatore da Ozieri
Salvatore da Ozieri, al secolo Pietro Saba (Ozieri, 3 settembre 1795 – Udhagamandalam, 20 maggio 1863), è stato un arcivescovo cattolico italiano.

## Biografia
Entrò nel noviziato cappuccino il 7 settembre 1811 e fu lettore di filosofia e teologia.
Fu consultore della congregazione di Propaganda Fide e poi di quella del Santo Uffizio.
Ricoprì varie cariche nel suo ordine: fece parte del definitorio generale dal 1838 al 1844, fu prefetto del Collegio missionario di San Fedele a Roma e, dal 1853 al 1859, fu ministro generale. Da ministro generale diede un notevole impulso all'attività missionaria e agli studi dell'ordine: riformò il collegio di San Fedele e stabilì un procuratore per le missioni; riorganizzò le scuole ed eresse uno studio generalizio a Bologna.
Fu consacrato arcivescovo con il titolo di Cartagine il 5 ottobre 1862 e fu inviato da papa Pio IX nelle Indie orientali portoghesi in qualità di commissario apostolico per curare l'applicazione del concordato tra la Santa Sede e Pietro V.
Dopo aver visitato Goa e Bombay, mentre si recava a Coimbatore, cadde malato e morì a Udhagamandalam.

## Genealogia episcopale
La genealogia episcopale è:
- Cardinale Scipione Rebiba
- Cardinale Giulio Antonio Santori
- Cardinale Girolamo Bernerio, O.P.
- Arcivescovo Galeazzo Sanvitale
- Cardinale Ludovico Ludovisi
- Cardinale Luigi Caetani
- Cardinale Ulderico Carpegna
- Cardinale Paluzzo Paluzzi Altieri degli Albertoni
- Papa Benedetto XIII
- Papa Benedetto XIV
- Papa Clemente XIII
- Cardinale Marcantonio Colonna
- Cardinale Giacinto Sigismondo Gerdil, B.
- Cardinale Giulio Maria della Somaglia
- Cardinale Carlo Odescalchi, S.I.
- Cardinale Costantino Patrizi Naro
- Arcivescovo Salvatore da Ozieri, O.F.M.Cap.